# Cobra Skulls
Cobra Skulls was een Amerikaanse punkband afkomstig Reno, Nevada. De band was actief van 2005 tot en met 2013 en heeft in totaal drie studioalbums, vijf ep's en drie splitalbums opgenomen en uitgegeven.

## Geschiedenis
Cobra Skulls werd opgericht in Reno, Nevada in 2005 door Devin Peralta (bas, zang), Charlie Parker (gitaar) en Chad Cleveland (drums). De band bracht de eerste uitgave uit in 2006, een ep getiteld Draw Mohammed. De ep trok de aandacht van Red Scare Industries, die de band een contract aanbood en vervolgens het debuutalbum Sitting Army uit liet geven in 2007. Een 7" ep getiteld Never Be a Machine volgde het jaar daarop.
Na de uitgave van het debuutalbum ging de band als supportact op tournee met Against Me!, Mad Caddies en The Loved Ones om het nieuwe album te promoten. Tijdens kreeg Cobra Skulls een nieuwe gitarist erbij, Bobcat. Op 20 augustus 2008 kondigde de band aan dat gitarist Charlie Parker niet meer bij de band zou spelen.
Het tweede studioalbum American Rubicon werd uitgegeven in 2009. De band tekende een contract bij het label Fat Wreck Chords in maart 2010. Rond deze tijd verliet drummer Chad Cleveland de band en werd vervolgens vervangen door Luke Swarm. Op 3 augustus 2010 kondigde de band aan dat ze samen met Fat Mike bezig waren met het opnemen van een ep dat zou worden uitgebracht via Fat Wreck Chords.  De ep werd uitgegeven in 2011 onder de titel Bringing The War Home.
In 2012 verliet gitarist Bobcat de band en werd hij vervangen door de voormalige Nothington-bassist Tony Teixeira. In oktober 2012 bracht de band de ep Eagle Eyes uit via Fat Wreck Chords. Ook werd er een videoclip gemaakt voor het titelnummer van het album.
In december 2013 maakte Peralta bekend dat de band opgeheven zou worden. De band speelde die maand nog drie shows als openingsact voor Good Riddance.

## Leden
- Devin Peralta - zang, basgitaar (2005-2013)
- Charlie Parker - gitaar (2005-2008)
- Chad Cleveland - drums (2005-2010)
- Bobcat - gitaar (2007-2012)
- Luke Swarm - drums (2010-2013)
- Tony Teixeira - gitaar (2012-2013)

## Discografie

### Studioalbums
- Sitting Army (Red Scare Industries, 2007)
- American Rubicon (Red Scare Industries, 2009)
- Agitations (Fat Wreck Chords, 2011)

### Singles en ep's
- Eat Your Babies (eigen beheer, 2005)
- Draw Muhammad (Red Scare Industries, 2006)
- Never Be a Machine (Red Scare Industries, 2008)
- Bringing The War Home (Fat Wreck Chords, 2011)
- Eagle Eyes (Fat Wreck Chords, 2012)

### Splitalbums
- Cobra Skulls/Beercan (Humaniterrorist, 2006)
- Cobra Skulls/Andrew Jackson Jihad (Suburban Home Records, 2009)
- Cobra Skulls/Larry and his Flask (Asian Man Records, 2013)